# Hans Wachenhusen

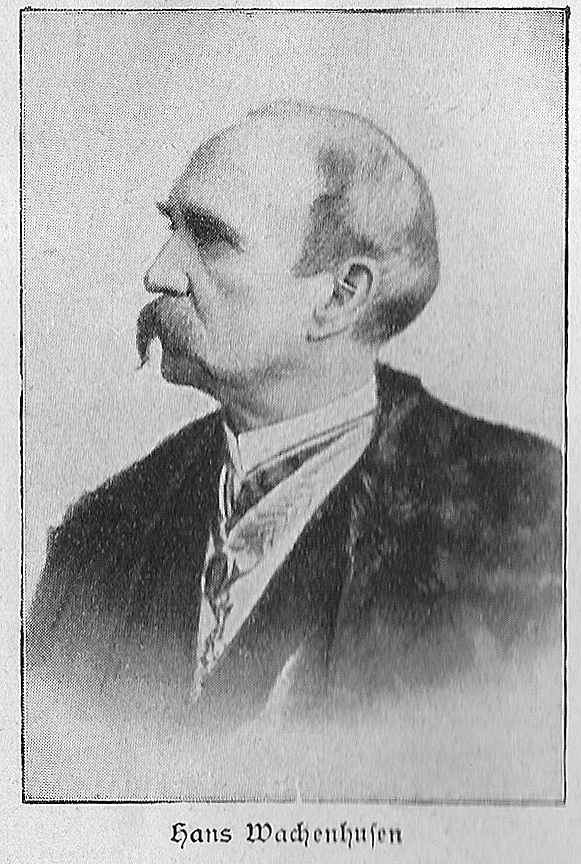
Hans Wachenhusen

Hans Wachenhusen, in frühen Veröffentlichungen auch Hanns Wachenhusen (* 1. Januar 1823 in Trier; † 23. März 1898 in Marburg), war ein deutscher Kriegskorrespondent und Reise- und Romanschriftsteller.

## Leben
Wachenhusens erste Reisen führten ihn nach Skandinavien, genauer nach Norwegen, Lappland und Island; auf diesen Reisen machte er auch literarische Aufzeichnungen. Er übersetzte einiges aus dem Dänischen und gab 1854 einen Band mit Märchen heraus.
Seine Haupttätigkeit indessen fiel mit den Abenteuern, Gefahren und Eindrücken zusammen, welche er als Kriegskorrespondent großer Zeitungen seit dem Krimkrieg (1853–1856) und in späteren Konflikten erlebte und dokumentierte.
So hielt er sich ab Frühjahr 1854 bei der türkischen Armee an der unteren Donau auf, im heutigen Bulgarien, und begab sich später (über Warna) nach Konstantinopel. Nach Beendigung des Krimkriegs begab er sich nach Paris, das er in mehreren Schriften schilderte, ging von dort nach Spanien und Algerien und versuchte sich auch mit dem Roman Rom und Sahara (1858) in der Belletristik. Bei der preußisch-neuenburgischen Verwicklung war er wieder zugegen und schilderte seine Eindrücke. 1859 war er als Korrespondent im österreichischen Hauptquartier tätig und fasste seine Berichte in einer Art Tagebuch zusammen. 1860 folgte er Garibaldi nach Neapel, über den er ebenso berichtete wie – in den folgenden Jahren – über das preußische Heer in Schleswig (1864) und den Preußisch-Österreichischen Krieg (1866).
Nach 1866 lebte er wieder in Paris, schrieb während der Weltausstellung 1867 einen Bericht und wohnte 1869 der Eröffnungsfeier des Sueskanals in Ägypten bei. Im Deutsch-Französische Krieg von 1870 war er wiederum als Korrespondent für die Kölnische Zeitung aktiv. Seine Berichte – unter dem Titel Tagebuch vom französischen Kriegsschauplatz 1870-71 in zwei Bänden veröffentlicht – fanden in vielen Kreisen Beachtung.
Nach einem abermaligen Parisaufenthalt lebte er fortan in Wiesbaden, wo er von 1857 bis 1865 die Zeitschrift Der Hausfreund herausgab. Neben seinen zahlreichen Kriegs- und Reiseschilderungen hat er auch einige Romane und Erzählungen verfasst. Viele seiner Werke erschienen als sogenannte Eisenbahnliteratur in Verlagen, die sich auf Conversations- und Reiseliteratur spezialisiert hatten und die in kleinen Formaten von 50 bis 100 Seiten, die zudem reich illustriert waren, für wenig Geld (einen Groschen) an die Reisenden verkauft wurden (daher auch: Groschenroman).

## Schriften

### Reise-, Kriegs- und Länderberichte
- 1858: Reisebilder für die Jugend. Von Island bis Afrika. Berlin: Otto Janke
- 1860: Das Buch der Reisen. Die interessantesten und neuesten Reiseabenteuer. Berlin: Verlags-Comptoir (A. Dominé)
  - Teil 1: Amerika (MDZ)
  - Teil 2: Afrika (MDZ)
- 1865: Am Wanderstab. 2 Bände. Berlin: Otto Jancke (sic) (Hathitrust: Band I – Band II)
- 1890: Aus Bewegtem Leben. Erinnerungen aus dreißig Kriegs- und Friedensjahren. 2 Bände. Straßburg: Straßburger Druckerei und Verlagsanstalt (archive: Band I – Band II)

#### Deutschland und Mitteleuropa
- 1857: Skizzenbuch aus Neuenburg und der Schweiz. Berlin: Otto Janke (Google)
- 1858: Illustrirter Fremdenführer durch Berlin und Potsdam. Mit einem Vorwort und einer Schilderung des Berliner Volkslebens. Berlin: J.C. Huber (Google)
- 1864: Vor den Düppeler Schanzen. Skizzen aus den preußischen Vorposten-Lagern. Berlin: Hausfreund-Expedition
- 1865: Berliner Photographien. 2 Teile. Berlin: Otto Janke o. J. (Teil I) (MDZ: Band I) Hausfreund-Expedition (Teil II) (Google: Band I – Band II)
  - Zweite Auflage in 2 Bänden 1867 (MDZ)
- 1866: Tagebuch vom Oesterreichischen Kriegsschauplatz 1866. Berlin: Hausfreund-Expedition (Google)
- 1870–1871: Der deutsche Volkskrieg. Illustrierte Schilderungen. Berlin: Hausfreund-Expedition
- 1875 (zusammen mit F.W. Hackländer und Karl Stieler): Rheinfahrt: Von den Quellen des Rheins bis zum Meere. Schilderungen. Stuttgart: A. Kröner (Heinrich Heine ULB digital)
  - Amerikanische Ausgabe 1899 (New Edition, Revised and Corrected) in 2 Bänden: The Rhine from its Source to the Sea. Üb. G.C.T. Bartley. Philadelphia: Henry T. Coates (Farbscan archive: Band I – Band II)
  - Englische Ausgabe 1903 (New and Revised Edition): The Rhine from its Source to the Sea. Üb. G.C.T. Bartley. London. William Glaisher (archive)

#### Frankreich
- 1855: Das Neue Paris. Leipzig: Carl B. Lorck (MDZ)
- 1855: Paris und die Pariser. Ein unterhaltender Fremdenführer. Berlin: A. Hofmann & Comp. (Google) (MDZ)
- 1855: Die Grisette. Ein Pariser Sittenbild. Berlin: Verlags-Comptoir (Huber)
- 1855: Die Lorette. Eine Pariser Skizze. Berlin: Verlags-Comptoir (Huber)
- 1856: Cancan. Pariser Aquarellen. Berlin: J.C. Huber (Google) (MDZ)
- 1858: Die Frauen des Kaiserreichs. Pariser Gesellschafts-Skizzen. Berlin: Otto Janke
  - Fünfte Auflage 1865 (Google)
- 1867: Paris 1867. Weltausstellungsbilder. 2 Teile. Berlin: Hausfreund-Expedition o. J. (Google: Band I – Band II) (MDZ: Band I – Band II)
- 1868: Pariser Photographien. 2 Teile in einem Band. Berlin: Hausfreund-Expedition (Google)
- 1869: Eva in Paris. Culturhistorische Skizzen. Berlin: Hausfreund-Expedition o. J. (MDZ)
- 1871: Haut ihm! Kriegsbilder. Berlin: Hausfreund-Expedition (MDZ) (3. Auflage 1871: Google)
- 1871: Tagebuch vom französischen Kriegsschauplatz 1870–1871. 2 Bände. Berlin: Hausfreund-Expedition (Google: Band I – Band II)
- 1872: Vom Neuen Babylon. Pariser Skizzen. Berlin: Hausfreund-Expedition E. Graetz (MDZ)
- 1898: Vom ersten bis zum letzten Schuss. Kriegserinnerungen 1870/71. Hg. von T.H. Bayley. London: Macmillan & Co. (archive)

#### Südeuropa und Mittelmeerraum
- 1856–1857: Reisebilder aus Spanien. 2 Bände. Berlin: J.C. Huber (Google: Band I – Band II)
  - Zweite Auflage 1859 (MDZ: Band I – Band II) (Google: Band I – Band II)
- 1860: Tagebuch vom Italienischen Kriegsschauplatz. Aus dem Hauptquartier. Berlin: Verlags-Comptoir (A. Dominé) (Google)
- 1861: Freischaaren und Royalisten. Sicilianisches Tagebuch. Berlin: Verlags-Comptoir (A. Dominé) (Google)
  - Zweite Auflage 1861 (MDZ)
  - Dritte Auflage 1867 udT Freischaaren und Royalisten. Berlin: Otto Janke (Google)
- 1860: Die Wüstenjäger. Bilder aus dem Kriegerleben der Saharastämme. 2 Teile. Berlin. Rudolph Wagner (MDZ: Band I – Band II)
- 1871: Vom armen egyptischen Mann. Fellah-Leben. 2 Bände. Berlin: Hausfreund-Expedition (MDZ: Band I – Band II)
- 1883: Monaco. Skizzen vom grünen Tisch und blauen Meer

#### Südosteuropa
- 1854: „Eine Satanella. Skizze aus dem Orient“. In: Abendblatt der Wiener Zeitung. Nr. 239 (18. Oktober 1854), S. 952 f.; Nr. 240, S. 156 f.; Nr. 241, S. 960 f.; Nr. 242, S. 964; Nr. 245, S. 976; Nr. 246, S. 982.
- 1855: Byzantinische Nächte. Türkische Lager- und Reisegeschichten. Berlin: Verlags-Comptoir (Google)
- 1855: Ein Besuch im Türkischen Lager. Leipzig: Carl B. Lorck (MDZ)
- 1855: Von Widdin nach Stambul. Streifzüge durch Bulgarien und Rumelien. Leipzig: Carl B. Lorck (MDZ)
- 1860: Halbmond und Doppeladler. Soldatenbilder aus zwei Feldlagern. Berlin: Verlags-Comptoir (A. Dominé) (Google) (MDZ)

### Romane, Erzählungen, Märchen
- 1853: „Ein Weihnachtsmärchen“. In: Illustrirte Zeitung. (Leipzig), Nr. 547 vom 24. Dezember 1853, S. 416 f.
- 1854: „Der Allerwelts-Brummer. Ein Fastnachtsmärchen“. In: Illustrirte Zeitung. (Leipzig), Nr. 557 vom 4. März 1854, S. 156 f.
- 1854: In der Mondnacht. Märchen. Leipzig: Otto Spamer (MDZ) (Google)
- 1857: Carriere eines Herzens. Eine Geschichte, wie sie alle Tage passirt. Berlin: Verlags-Comptoir (Huber)
- 1858: Rom und Sahara. 4 Bände. Berlin: Otto Janke (MDZ: Band I – Band II – Band III – Band IV)
- 1859: Ein neuer Polykrates. 2 Bände. Berlin: Otto Janke (Google: Band I – Band II)
- 1859: Maccaroni. Lose Blätter. Berlin: Verlags-Comptoir (A: Dominé)
- 1863: Die bleiche Gräfin. 2 Bände. Berlin: Verlags-Comptoir (A: Dominé)
- 1863: Die Gräfin von der Nadel. Eine Geschichte aus dem Alltagsleben. Berlin: Verlags-Comptoir (A. Dominé) (MDZ)
- 1863: Nur ein Weib. Roman. 2 Bände. Berlin: Verlags-Comptoir (A. Dominé) (MDZ: Band I – Band II) (Google: Band I – Band II)
  - Dritte Auflage 1868 in einem Band. Berlin: Otto Janke (Google)
- 1864: Rouge et Noir. Roman in zwei Bänden. 2 Bände. Berlin: Otto Janke (MDZ: Band I – Band II)
- 1865: Zigeunerblut. Roman. Berlin: Adolph Dominé (MDZ)
- 1866: Der Mann in Eisen. Roman. Berlin: Otto Janke (MDZ)
- 1866: Die Verstoßene. Erzählung. 2 Bände. Berlin: Otto Janke (MDZ: Band I – Band II)
- 1866: Unter dem weißen Adler. Roman aus Polens jüngster Vergangenheit. 3 Bände. Berlin: Otto Janke (Google: Band I – Band II – Band III)
- 1872: Um schnödes Geld. Roman. 4 Bände. Berlin: Hausfreund-Expedition (MDZ: Band IV)
  - Zweite vom Verfasser umgearbeitete Ausgabe in einem Band 1877. Berlin: Otto Janke (MDZ)
- 1873: Die Diamanten des Grafen d'Artois. Roman. 2 Bände. Berlin: Otto Janke (MDZ: Band I – Band II)
- 1874: Die Hofdamen Ihrer Hoheit. Roman. 4 Bände. Berlin: Wedekind & Schwieger (MDZ: Band I – Band II – Band III – Band IV)
- 1874: Des Herzens Golgatha. Roman. 2 Bände. Stuttgart: Eduard Hallberger (MDZ: Band I – Band II)
  - Amerikanische Ausgabe 1889 udT The Golgotha of the Heart. Üb. Hettie E. Miller. Chicago – New York: Rand, McNally and Company (archive)
- 1875: Säbel und Scapulier. Roman. 3 Bände. Jena: Hermann Costanoble (MDZ: Band I – Band II – Band III)
- 1876: Eine Geborene. Stuttgart: Eduard Hallberger (MDZ)
- 1876: Helene. Roman. Stuttgart: Eduard Hallberger (MDZ)
- 1876: Im Bann der Nacht. Roman. Stuttgart: Eduard Hallberger (MDZ)
- 1877: Die junge Frau. Roman. 3 Bände. Berlin: Otto Janke (MDZ: Band I – Band II – Band III) (Google: Band I – Band II – Band III)
- 1877: Die neue Lorelei. Roman vom Rhein. Stuttgart: Eduard Hallberger
- 1877: In der Nilbarke. Roman. Stuttgart – Leipzig: Eduard Hallberger (MDZ)
- 1878: Der Vampyr. Novelle aus Bulgarien. Stuttgart – Leipzig: Eduard Hallberger (MDZ) (Google)
- 1879: Die Selige. Roman
- 1879: Der Heiduck. Erzählung aus dem türkisch-russischen Krieg
- 1879: Blätter und Blüten. Gesammelte Novellen
- 1880: Prinzess Marianne. Humoristischer Roman
- 1880: Schlag zwölf Uhr. Roman. 2 Teile in einem Band. Berlin: Schottlaender
- 1881: Die Liebe im Delta
- 1882: Miß Lydia. Erzählung. Berlin: Otto Janke (archive)
- 1882: Was die Strasse verschlingt. Socialer Roman in drei Bänden. 3 Bände. Berlin: A. Hofmann
- 1885: Die Grisette. Ein Pariser Sittenbild
- 1886: Liebe heilt alles
- 1887: Comtesse Elene. Eine Kriminalgeschichte
- 1888: Gespenst der Ehre. Roman. 2 Bände. Berlin
- 1888: Moderne Glücksgräber
- 1889: Bauer und Kavalier. Erzählung

### Übersetzungen
- 1845: Die Dachkämmerchen. Roman von Emilie Flygare-Garlén. Aus dem Schwedischen übersetzt von Dr. Wachenhusen. 2 Teile. Grimma: Verlags-Comptoir (Hathitrust: Band II)
- 1845: Die Ehescheidung. Novelle. Aus dem Schwedischen übertragen von Dr. Wachenhusen. Grimma: Verlags-Comptoir (MDZ)
- 1847: Der Pfarrhof zu Högadal von J.M. von Crusenstolpe. Aus dem Schwedischen übertragen von Dr. Wachenhusen. 2 Teile. Grimma: Verlags-Comptoir (MDZ) (Google: Band I – Band II – Band III)
- 1851: Der arme Edelmann. Von Hendrik Conscience. Aus dem Vlämischen von Dr. Hans Wachenhusen. Pest – Leipzig: Hartleben’s Verlags-Expedition (Hathitrust)
- 1851: Der Vormund. Roman von Emilie Carlén. Aus dem Schwedischen von Hans Wachenhusen. 6 Teile. Pest – Leipzig: Hartleben’s Verlags-Expedition
- 1851: Graf Leicester und die Engländer in Holland. Historischer Roman von A.L.G. Toussaint. Nach dem Holländischen bearbeitet von Hans Wachenhusen. 2 Teile. Pest – Leipzig: Hartleben’s Verlags-Expedition
- 1852: Der Fürst. Ein historischer Roman von C.F. Ritterstad. Aus dem Schwedischen von Hanns Wachenhusen. 6 Teile. Pest – Leipzig: Hartleben’s Verlags-Expedition (MDZ: Band I – Band II – Band III – Band IV – Band V – Band VI)
- 1852: Die Prima Donna. Roman nach dem Schwedischen von Dr. Hans Wachenhusen. 2 Teile. Pest – Leipzig: Hartleben’s Verlags-Expedition (Hathitrust: Band I – Band II)
- 1852: Die Sagen des Fähnrich Stahl. Ein Romanzen-Cyclus. Von Johann Ludwig Runeberg. Deutsch von Hans Wachenhusen. Leipzig: Carl B. Lorck (MDZ)
- 1852: Johann Ludwig Runeberg's Gesammelte Dichtungen. Deutsch von Hans Wachenhusen. Leipzig: Carl B. Lorck
  - Band I: Die Sagen des Fähnrich Stahl (auch separat, siehe zuvor)
  - Band II: Nadeschda (MDZ)
- 1854: Das Mädchen im Stadthofe, oder: Die drei Schicksale. Roman von August Blanche. Aus dem Schwedischen übersetzt von Dr. Hans Wachenhusen. 2 Teile. Pest – Wien – Leipzig: Hartleben’s Verlags-Expedition (MDZ: Band I – Band II) (Google: Band I – Band II)
- 1859: Armand. Ein Roman in zwei Bänden. Nach dem schwedischen Original von August Blanche bearbeitet von Hans Wachenhusen. 2 Bände. Berlin: Otto Janke (MDZ: Band I – Band II)

### Diverses
- 1856: Elegante Studien. Berlin: Verlags-Comptoir
- 1857: Schmetterlinge. Berlin: J.C. Huber (MDZ)
- 1869: Irrlichter. Glossen zu Tagestexten. Berlin: Hausfreund-Expedition o. J. (MDZ)
- 1870: Satans Mausefallen. Bade-Photographien
- 1875: Geschichten aus dem Badeleben. Stuttgart: A. Kröner (MDZ)
- 1877: Die Kapitalisten. Schauspiel in vier Aufzügen. Berlin: F. Bloch
- 1881: Prinz Otto. Lustspiel

### Gesammelte Werke
- 1864–1867 Hans Wachenhusen's Werke. Vom Verfasser veranstaltete, sorgfältig revidirte Ausgabe. 17 Bände. Berlin: Otto Janke